# Янталь (станция)
Янта́ль — станция Восточно-Сибирской железной дороги в посёлке городского типа Янтале Усть-Кутского района Иркутской области. Фактически удалена от жилого массива посёлка Янталь на 2 км, в посёлке расположен остановочный пункт 674 км. 
Относится к Северобайкальскому региону Восточно-Сибирской железной дороги. Находится на 672 километре Байкало-Амурской магистрали.

## Дальнее сообщение
По состоянию на июнь 2018 года через станцию проходят следующие поезда дальнего следования:

### Круглогодичное движение поездов
| № поезда | Маршрут движения             | № поезда | Маршрут движения             |
| -------- | ---------------------------- | -------- | ---------------------------- |
| 71       | Северобайкальск — Улан-Удэ   | 72       | Улан-Удэ — Северобайкальск   |
| 75       | Нерюнгри — Москва            | 76       | Москва — Нерюнгри            |
| 91       | Северобайкальск — Москва     | 92       | Москва — Северобайкальск     |
| 347      | Северобайкальск — Красноярск | 348      | Красноярск — Северобайкальск |

### Сезонное движение поездов
| № поезда | Маршрут движения        | № поезда | Маршрут движения        |
| -------- | ----------------------- | -------- | ----------------------- |
| 229      | Северобайкальск — Анапа | 230      | Анапа — Северобайкальск |
| 235      | Тында — Анапа           | 236      | Анапа — Тында           |
| 273      | Северобайкальск — Адлер | 274      | Адлер — Северобайкальск |